# Оглонги
Огло́нги — село в районе имени Полины Осипенко Хабаровского края. Входит в состав Херпучинского сельского поселения. Не имеет постоянного сообщения с райцентром — селом имени Полины Осипенко.

## Население
| 1992 | 2002 | 2010 | 2011 | 2012 | 2021 |
| ---- | ---- | ---- | ---- | ---- | ---- |
| 967  | ↘705 | ↘530 | →530 | ↘519 | ↘345 |